# Comunitatea Rușilor Lipoveni din România
Comunitatea Rușilor Lipoveni din România (CRLR) este o asociație din România, reprezentant al minorității rușilor lipoveni din această țară. Președintele este Andrian Ampleev care l-a înlocuit pe Miron Ignat după decesul acestuia.
CRLR a fost fondată la data de 14 ianuarie 1990 sub denumirea de Comunitatea Lipovenilor din România, în temeiul Legii nr. 21/1924, fiind recunoscută ulterior ca persoană juridică prin sentința civilă nr. 181 din 12 februarie 1990 a Judecătoriei Sectorului 1 București. Sigla Comunității este o barcă pe apă, un pescăruș în zbor și un răsărit de soare, cuprinse într-un cerc, iar semnul electoral este o barcă pe apă încadrată într-un cerc.